# Jacques de Ridder
 (avril 2020).
Pour les articles homonymes, voir de Ridder.
Jacques de Ridder (en latin Jacobus de Riddere) est un écrivain ecclésiastique, né vers 1602 à Malines et mort le 21 avril 1675 à Malines.

## Biographie
D'une famille malinoise distinguée, Jacques de Ridder est le fils de Jacques de Ridder, échevin de Malines, et de Jeanne van Beerthem, fille d'un conseiller au Conseil souverain de Brabant.
Jacques de Ridder suit d'excellentes études à l'Université de Louvain (Pédagogie du Lys), obtenant la première place à la promotion générale des quatre collèges enseignant la philosophie en 1621. 
Entrant dans l'ordre des Récollets en 1622, il est chargé d'enseigner la théologie dans son couvent à partir de 1635. Il devient à trois reprises provincial de la basse Allemagne et commissaire général de plusieurs provinces. Il célèbre son jubilé  de religion à Malines en 1672.
Il est chargé par les Pères observant d'examiner les Annales capucinorum de Boverius.

## Publications
- Spéculum apologeticum Fratrum Minorum ordinis sancti Francisez, qui observantes  sunt et vocantur Oppositum Annalibus capucinorum R. P. Zachariœ Roverii, Rome, 1651